# Дунка
Дунка (ранее Холмянка) — река в Тверской области России, протекает по территории Ржевского района.
Длина реки составляет 19 км, площадь водосборного бассейна — 74,7 км². Впадает в реку Волгу в 3293 км от её устья по правому берегу.
Родниковая река, берущая своё начало в холмистой местности возле деревни Светлая. От своего истока на протяжении 200 метров, река проходит много препятствий: небольшую деревянную плотину, загрязненный впадающий ручей и множество каменных холмистых порогов. В XIX веке основные притоки реки составляли река Холмянка (д. Светлая) и река Ляпиненка (с. Седнево). Сейчас они носят одно название — Дунка.
До 1990-х годов река была очень чистой, но вскоре в неё участились выбросы загрязнений. На 200-м метре Дунка (в народе просто Дунька) впадает с высокого холма в величественную Волгу. Многие века Дунка орошала, поила и кормила множество таких сёл и деревень как Звягино, Чертолино, Свистуны, Лаптево, Манчалово, Свинино (ныне деревня Светлая).

## Данные водного реестра
По данным государственного водного реестра России относится к Верхневолжскому бассейновому округу, водохозяйственный участок реки — Волга от Верхневолжского бейшлота до города Зубцов, без реки Вазуза от истока до Зубцовского гидроузла, речной подбассейн реки — бассейны притоков (Верхней) Волги до Рыбинского водохранилища. Речной бассейн реки — (Верхняя) Волга до Куйбышевского водохранилища (без бассейна Оки).
Код объекта в государственном водном реестре — 08010100412110000000793.